# Hurry Up Tomorrow (film)
Hurry Up Tomorrow är en amerikansk musikalisk psykologithrillerfilm från 2025 i regi av Trey Edward Shults, som även är filmens klippare. Filmen lanserades tillsammans med Abel "The Weeknd" Tesfayes sjätte studioalbum med samma namn. Shults skrev även dess manus tillsammans med Tesfaye och Reza Fahim, som också producerade filmen tillsammans med Kevin Turen och Harrison Kreiss. I filmen spelar Tesfaye en fiktiv version av sig själv, det vill säga en musiker på gränsen till ett mentalt sammanbrott, som dras in i en existentiell odyssé av en mystisk främling. Även Jenna Ortega och Barry Keoghan spelar med i denna film.
Filmen hade biopremiär i Sverige den 16 maj 2025, utgiven av Nonstop Entertainment.

## Rollista
| Abel Tesfaye    | – sig själv |
| Jenna Ortega    | – Anima     |
| Barry Keoghan   | – Lee       |
| Gabby Barrett   | – Isabella  |
| Charli D'Amelio | – Dansare   |